# Craig Tracy
Craig Arnold Tracy (né le 9 septembre 1945 à Londres) est un mathématicien américain, connu pour ses contributions à la physique mathématique et à la théorie des probabilités. Avec Harold Widom, il travaille sur l'analyse asymptotique des déterminants des matrices de Toeplitz et de leurs diverses généralisations en théorie des opérateurs. Ce travail leur vaut à la fois les prix George-Pólya et Norbert Wiener ; la distribution dite de Tracy-Widom porte leur nom.

## Biographie
Né au Royaume-Uni, il part encore enfant dans le Missouri où il grandit et obtient un B. Sc. en physique à l'université du Missouri à Columbia en 1967. Il étudie ensuite comme boursier de la Fondation Woodrow Wilson à l'université d'État de New York à Stony Brook où il obtient en 1973 un Ph. D. avec une thèse intitulée Spin-Spin Scale-Functions in the Ising and XY-Models sous la supervision de Barry M. McCoy. Dans ce travail (et également conjointement avec Tai Tsun Wu et Eytan Barouch) il étudie les fonctions de Painlevé dans les modèles de mécanique statistique résolubles exactement.
Tracy est ensuite membre de la faculté du Dartmouth College (1978-84), puis rejoint en 1984 l'université de Californie à Davis où il est professeur. De 1994 à 1998, il y a été président du département de mathématiques et depuis 2003, il est professeur émérite. En 1992 et en 2001/02, il est directeur de l'Institut de dynamique théorique de Davis. Entre autres, il est professeur invité au RIMS à Kyōto. 

## Travaux de recherche
En tant qu'étudiant de McCoy, il travaille d'abord sur certains aspects du modèle d'Ising de la mécanique statistique dans les années 1970, en particulier sur les formules exactes des fonctions de corrélation dans le cas limite d'échelle bidimensionnelle (avec McCoy, Tai Tsun Wu), mais aussi sur d'autres modèles de réseaux.

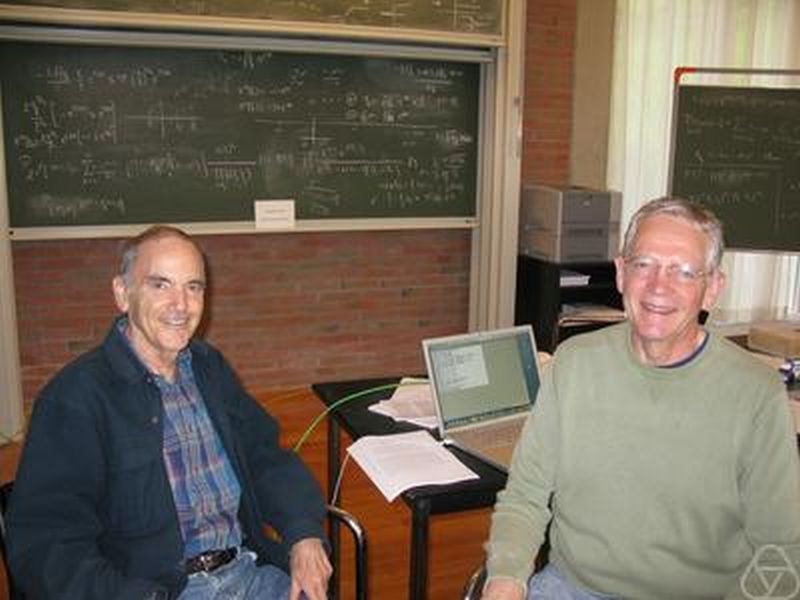
Craig Tracy (à droite) avec Harold Widom.

Il se fait connaître par ses recherches, avec Harold Widom, sur les matrices aléatoires et leurs applications. Ils généralisent une formule pour la densité des états des valeurs propres des matrices aléatoires, donnée pour la première fois par Michio Jimbō, Mikio Satō, Tetsuji Miwa et Mori en 1980 pour le cas du GUE (Gaussian Unitary Ensemble). La formule étudiée par Tracy et Widom donne la densité d'états comme déterminant de Fredholm d'un opérateur intégral, où les deux fonctions figurant dans le noyau de l'opérateur intégral satisfont des équations différentielles linéaires couplées,. Les équations différentielles du type Painleve sont également apparues plus tôt dans les travaux de Tracy, McCoy, Wu et Barouch sur les fonctions de corrélation dans le modèle d'Ising.

## Publications (sélection)
- Craig Tracy et Harold Widom, « Fredholm determinants, differential equations and matrix models, », Comm. Math. Phys., vol. 163,‎ 1994, p. 33–72 (arXiv 9306042).
- Craig Tracy et Harold Widom, « Level spacing distributions and the Airy Kernel », Comm. Math. Phys., vol. 159,‎ 1994, p. 151–174 (arXiv 9211141).
- Tai Tsun Wu, B.M. McCoy, Craig Tracy et E. Barouch, « Spin-spin correlation functions for the two dimensional Ising model: exact theory in the scaling region », Physical Review B, vol. 13,‎ 1976, p. 316–374.
- Craig Tracy et Harold Widom, « Introduction to Random Matrices », Lecture Notes in Physics, Springer, vol. 424,‎ 1993, p. 103–130 (arXiv 9210073).

## Prix et récomponses
- Bourse Woodrow Wilson, 1967-68
- Bourse de la Société japonaise pour la promotion de la science 1991
- Prix George-Pólya 2002 partagé avec Harold Widom
- Membre de l'American Academy of Arts and Sciences 2006
- Prix Norbert Wiener 2007, partagé avec Harold Widom[6],[7]
- Membre de l' American Mathematical Society, 2012 [8]
- Prix Leroy P. Steele 2020